# رستم‌خان گراشی
رستم‌خان گراشی (۱۲۶۶ ه‍.ق - ۱۳۴۱ تا ۱۳۴۳ ه‍.ق) ملقب به سرهنگ، پسر ارشد فتحعلی‌خان و پس از او، حاکم لارستان و بنادر خلیج فارس بود. سال تولد او بنا بر بیتی که خود در کتاب باغستان سروده‌است، احتمالاً سال ۱۲۶۶ ه‍.ق است. او در سال ۱۳۳۸ ه‍.ق و در هنگام کشته‌شدن فرزندش محمدجعفرخان، زنده بوده‌است و احتمالاً بین سال‌های ۱۳۴۱ تا ۱۳۴۳ ه‍.ق درگذشته‌است. قبر او در کنار دیوار مسجد جامع گراش قرار داشته و امروزه اثری از آن نیست.
رستم‌خان شاعر بود و کتاب باغستان اثر اوست. این کتاب حاوی اشعاری عرفانی و صوفیانه است که سرایش آن در ۹ شعبان ۱۳۳۷ ه‍.ق به پایان رسیده‌است. رستم‌خان دارای پنج پسر و پنج دختر بود که مشهورترین آن‌ها محمدجعفرخان بود. ماجرای جنگ رستم‌خان با بهادرخان قشقایی، توسط مأذون قشقایی به شعر درآمده‌است.